# Ungarische Frauen-Handballnationalmannschaft

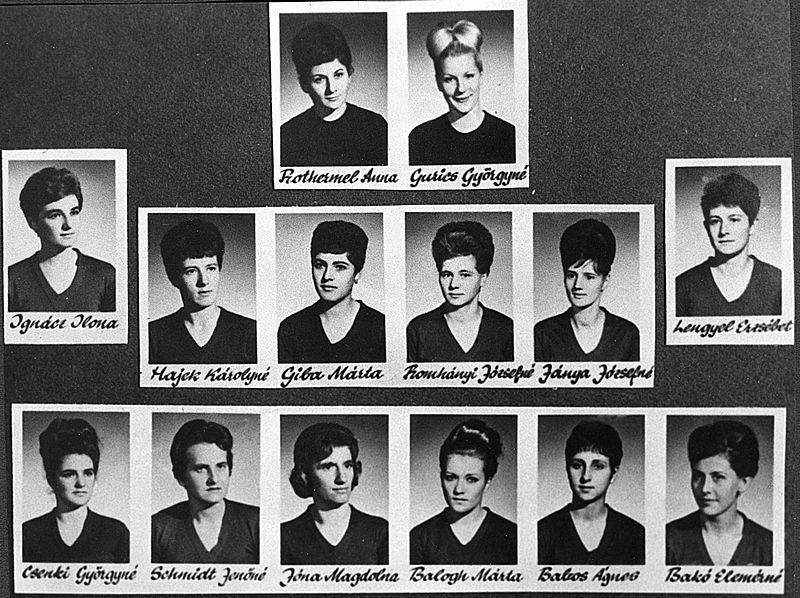
Weltmeistermannschaft 1965

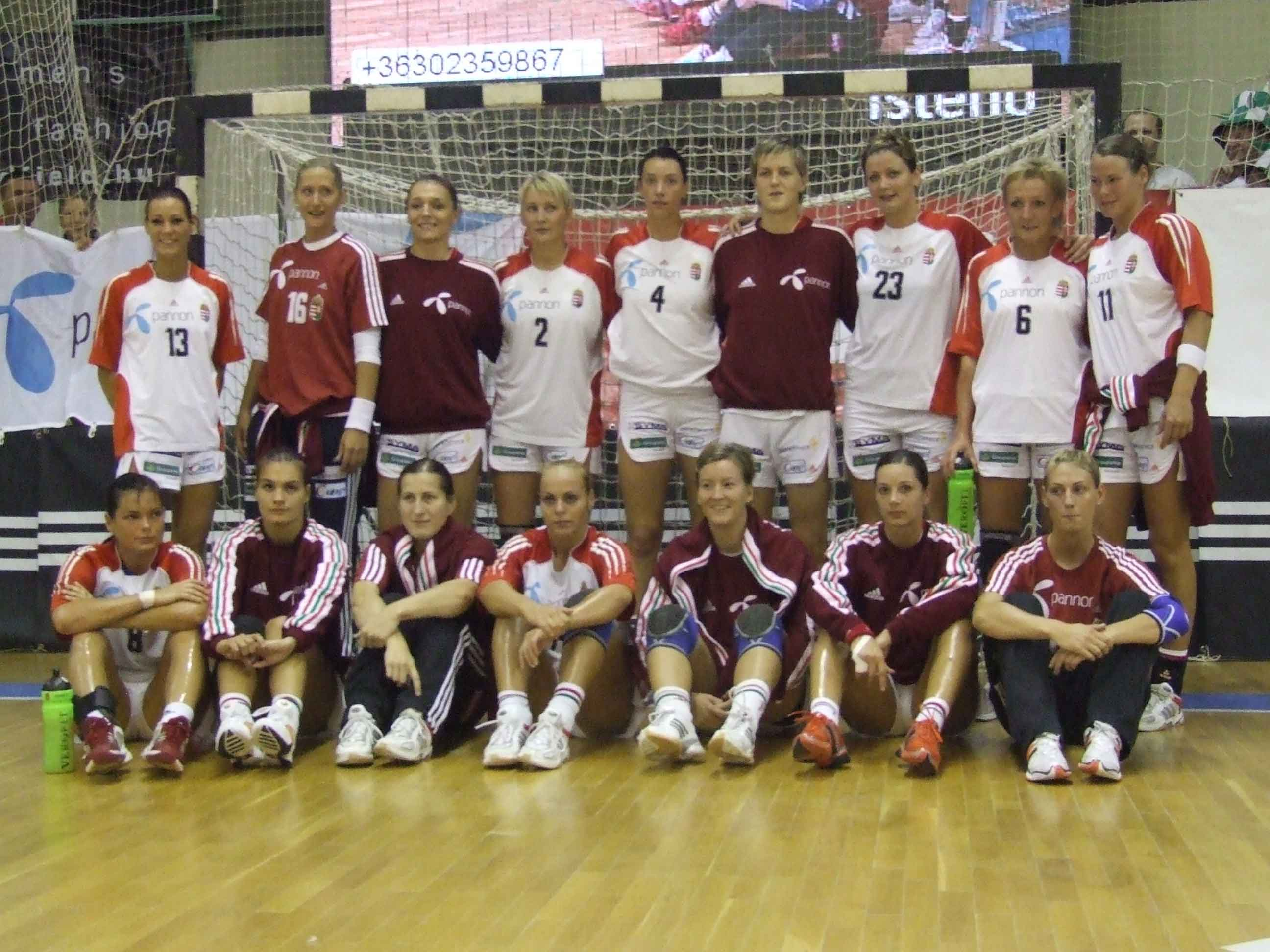
Mannschaftsfoto (2007)

Die ungarische Frauen-Handballnationalmannschaft vertritt Ungarn bei internationalen Turnieren im Frauenhandball.

## Geschichte
Die ersten Turnierteilnahmen der Ungarinnen waren bei den Feldhandball-Weltmeisterschaften, bei denen Ungarn 1949 den Weltmeistertitel gewann und 1956 den dritten Platz belegte. Ab 1957 wurden die Weltmeisterschaften auch in der Halle ausgetragen. Hier gehörte Ungarn zu den stärksten Mannschaften, die regelmäßig um einen Podestplatz spielte. Bei der Weltmeisterschaft 1965 blieb Ungarn als einzige Mannschaft ungeschlagen und gewann erstmals den Titel in der Halle. Zu Beginn der 1980er-Jahre verlor Ungarn jedoch den Anschluss an die Weltspitze. Nachdem die Ungarn sich zur Mitte der 1990er-Jahre wieder in der Weltspitze etablieren konnten, feierte die Auswahlmannschaft bei der Europameisterschaft 2000 einen weiteren Titelgewinn.

## Platzierungen bei Meisterschaften

### Weltmeisterschaften (Feld)
- 1949: 01. Platz
- 1956: 03. Platz
- 1960: nicht qualifiziert

### Weltmeisterschaften (Halle)
- Weltmeisterschaft 1957: 02. Platz
- Weltmeisterschaft 1962: 05. Platz
- Weltmeisterschaft 1965: 01. Platz
- Weltmeisterschaft 1971: 03. Platz
- Weltmeisterschaft 1973: 04. Platz
- Weltmeisterschaft 1975: 03. Platz
- Weltmeisterschaft 1978: 03. Platz
- Weltmeisterschaft 1982: 02. Platz
- Weltmeisterschaft 1986: 08. Platz
- Weltmeisterschaft 1993: 07. Platz
- Weltmeisterschaft 1995: 02. Platz
- Weltmeisterschaft 1997: 09. Platz
- Weltmeisterschaft 1999: 05. Platz
- Weltmeisterschaft 2001: 06. Platz
- Weltmeisterschaft 2003: 02. Platz
- Weltmeisterschaft 2005: 03. Platz
- Weltmeisterschaft 2007: 08. Platz
- Weltmeisterschaft 2009: 09. Platz
- Weltmeisterschaft 2013: 08. Platz
- Weltmeisterschaft 2015: 10. Platz
- Weltmeisterschaft 2017: 15. Platz[1]
- Weltmeisterschaft 2019: 14. Platz
- Weltmeisterschaft 2021: 10. Platz
Team: Eszter Tóth (eingesetzt in 6 Spielen / 8 Tore geworfen), Petra Tóvizi (4/2), Anna Albek (6/2), Melinda Szikora (6/0), Blanka Bíró (6/0), Anett Kovács (6/6), Gréta Márton (6/20), Szimonetta Planéta (6/11), Csenge Fodor (6/1), Zsófi Szemerey (2/0), Petra Vámos (6/24), Katrin Klujber (4/20), Gréta Kácsor (5/18), Noémi Háfra (6/24), Réka Bordás (6/13), Viktória Lukács (6/19), Laura Szabó (5/1), Szandra Szöllősi-Zácsik (4/6);[2] Trainer war Golovin Vlagyimir
- Weltmeisterschaft 2023: 10. Platz
Team: Anna Albek (4/11), Réka Bordás (5/3), Anna Bukovszky (2/0), Blanka Böde-Bíró (5/1), Kinga Debreczeni-Klivinyi (5/7), Petra Füzi-Tóvizi (4/4), Viktória Győri-Lukács (5/16), Gréta Juhász (4/8), Katrin Klujber (6/35), Csenge Kuczora (6/11), Gréta Márton (5/6), Nikoletta Papp (5/6), Noémi Pásztor (5/3), Petra Simon (6/9), Zsófi Szemerey (2/0), Nadine Szöllősi-Schatzl (6/20), Alexandra Töpfner (4/9), Petra Vámos (6/18)[3]
Trainer: Vlagyimir Golovin

### Europameisterschaften
- Europameisterschaft 1994: 04. Platz
- Europameisterschaft 1996: 10. Platz
- Europameisterschaft 1998: 03. Platz
- Europameisterschaft 2000: 01. Platz
- Europameisterschaft 2002: 05. Platz
- Europameisterschaft 2004: 03. Platz
- Europameisterschaft 2006: 05. Platz
- Europameisterschaft 2008: 08. Platz
- Europameisterschaft 2010: 10. Platz
- Europameisterschaft 2012: 03. Platz
- Europameisterschaft 2014: 06. Platz
- Europameisterschaft 2016: 12. Platz[4]
- Europameisterschaft 2018: 07. Platz[5]

Mannschaftsaufstellung bei der Europameisterschaft 2018
- Europameisterschaft 2020: 10. Platz

Mannschaftsaufstellung bei der Europameisterschaft 2020
- Europameisterschaft 2022: 11. Platz (von 16 Teams)

Mannschaftsaufstellung bei der Europameisterschaft 2022
- Europameisterschaft 2024: 03. Platz (von 24 Teams)

### Olympische Spiele
- 1976: 03. Platz
- 1980: 04. Platz
- 1984: nicht qualifiziert
- 1988: nicht qualifiziert
- 1992: nicht qualifiziert
- 1996: 03. Platz
- 2000: 02. Platz
- 2004: 05. Platz
- 2008: 04. Platz
- 2012: nicht qualifiziert
- 2016: nicht qualifiziert
- 2020: 07. Platz
- 2024: 06. Platz

## Kader für die Europameisterschaft 2024
Blanka Böde-Bíró (FTC Rail Cargo Hungaria), Kinga Janurik (FTC Rail Cargo Hungaria), Zsófi Szemerey (Metz Handball), Gréta Márton (FTC Rail Cargo Hungaria), Nadine Szöllősi-Schatzl (Budaörs Handball), Luca Csikós (Váci NKSE), Gréta Kácsor (CS Gloria 2018 Bistrița-Năsăud), Csenge Kuczora (Thüringer HC), Petra Simon (FTC Rail Cargo Hungaria), Nikolett Tóth (Debreceni Vasutas SC), Petra Vámos (Metz Handball), Anna Albek (Mosonmagyaróvári KC SE), Katrin Klujber (FTC Rail Cargo Hungaria), Nikoletta Papp (SCM Gloria Buzău), Dorottya Faluvégi (HB Ludwigsburg), Viktória Győri-Lukács (Győri ETO KC), Réka Bordás (FTC Rail Cargo Hungaria), Petra Füzi-Tóvizi (Debreceni Vasutas SC), Noémi Pásztor (FTC Rail Cargo Hungaria)

## Bekannte ehemalige Nationalspielerinnen
Zu den Spielerinnen gehörten Andrea Farkas, Anita Görbicz, Erzsébet Kocsis, Beatrix Kökény,  Anita Kulcsár, Ibolya Mehlmann, Helga Németh, Katalin Pálinger, Bojana Radulovics,  Edina Rott und Beáta Siti.

## Trainer
Zu den Trainern zählten Gábor Elek und Ambrosio Martín (Februar bis Mai 2016).